# Прудников, Василий Анатольевич
Василий Анатольевич Прудников (род. 19 февраля 1968 года) — российский фотограф, фотожурналист, издатель, куратор фотовыставок, автор и руководитель культурного проекта «РУСС ПРЕСС ФОТО». Член Союза Журналистов РФ (2014).

## Биография
Родился 19 февраля 1968 года в Витебске (Белоруссия). Окончил 10 классов витебской средней школы № 27. В 1986 году окончил СПТУ № 19 по специальности «Фотограф» с красным дипломом.
В 1986-1988 годах проходил службу в рядах Советской Армии в составе Северной группы войск (ПНР).
После окончания в 1992 году обучения в кинотехникуме Советский (г. Советск) по специальности «Эксплуатация кино-видеоаппаратуры и телетехники» начал работать по специальности в рекламной отрасли, где проработал вплоть до 2004 года.
С 2004 по 2007 год — начальник цифрового отдела ООО «ФотоПро» в Москве.
В 2009 году окончил курсы при факультете журналистики МГУ им. Ломоносова по специальности «Фотожурналистика».

### Культурный проект РУСС ПРЕСС ФОТО
В 2010 году В. А. Прудников создаёт автономную некоммерческую организацию «Культурный проект РУСС ПРЕСС ФОТО» для популяризации и поддержки российской школы фоторепортажа, освещения истории и создания архива современной российской фотожурналистики. В рамках своей деятельности организация проводит фотовыставки, издаёт фотоальбомы, организует семинары и творческие встречи с легендарными фоторепортёрами.
Отдельного упоминания заслуживает организация выставочного проекта «ГРАН-ПРИ ПО-РУССКИ. Фотографии российских и советских лауреатов конкурса World Press Photo 1955—2017». Выставка была показана в семнадцати городах России, а также в США, Голландии, Словакии. По результатам выставки был выпущен каталог, собравший в себя все продемонстрированные работы. За этот проект в 2014 году В. А. Прудников удостоен национальной премии «Золотой глаз России» Союза Журналистов РФ.
Автор и организатор национального документального фотопроекта «Один день из жизни России», осуществлённого в 2017 году и получившего воплощение в одноимённом альбоме, предисловие к которому написано лично президентом РФ Владимиром Путиным. «Один день из жизни России» стал заметным явлением в журналистской среде: во многих городах страны проводились его презентации и выставки, проект победил в конкурсе проектов Фонда президентских грантов в 2019 году, а куратор проекта В. А. Прудников стал лауреатом национальной премии «Золотое перо России» Союза Журналистов РФ в номинации «Золотая полка российской журналистики» (2021).
Создатель и ректор первого в России образовательного учреждения в области фотографии — Института профессиональной и любительской фотографии (ИПЛФ), где помимо организационной деятельности ведет авторские фотокурсы, в том числе по традиционной фотографии. В преподавательский состав также входят известные фотографы — лауреаты престижных премий, критики и историки фотографии: В. Ю. Вяткин, С. В. Шахиджанян, А. В. Лыскин и др.

## Общественная деятельность
В. А. Прудников участвует в социальных и благотворительных проектах. Он является куратором фотонаправления в крупнейшем в России творческом благотворительном проекте «Поколение М»; разрабатывает и ведёт социально-значимый проект для детей «Фотоколесо»; участвовал в подготовке смен фотожурналистики на всероссийском молодёжном форуме «Селигер», а также в ежегодной Медиашколе «Инфопоток» на всесоюзном слете молодых журналистов России.
Создатель и куратор Международного фестиваля фотографии «ФотоКрок» им. Сигизмунда Юрковского в Витебске.
В 2012 году получил благодарность Министра культуры Челябинской области за высокий профессионализм и большой личный вклад в организацию и проведение фестивальных мероприятий.
В 2015 году награждён почётной грамотой Центрального музея ВОВ Москвы за активное участие в подготовке и проведении фотовыставки «Чтобы помнить» и вклад в патриотическое воспитание граждан Российской Федерации.
2017 год — лауреат премии всероссийского творческого благотворительного проекта «Поколение М» за деятельную помощь в развитии детских талантов.
С 2018 года состоит экспертом в Общественной палате Союзного государства России и Беларуси, где руководит творческим проектом «Наша Родина — Союзное государство».